# Atto (Spoleto)
Atto  (auch Hatto; † 663) war von 653 bis 663 dux des langobardischen Herzogtums Spoleto.

## Leben
Als dux Theudelapius 653 gestorben war, wurde Atto sein Nachfolger. Einzelheiten über Attos Herkunft und Herrschaft sind nicht überliefert.
Nach dem Tod Attos ernannte König Grimoald 663 seinen Schwiegersohn Transamund I. zu dessen Nachfolger.